# Gampsocoris culicinus
Gampsocoris culicinus – gatunek pluskwiaka z podrzędu różnoskrzydłych i rodziny smukleńcowatych. Zamieszkuje krainę palearktyczną od Półwyspu Iberyjskiego i Maroka po Syberię i Azję Środkową.

## Taksonomia
Gatunek ten opisany został po raz pierwszy w 1948 roku przez Gustava Seidenstückera. W 1959 roku Michaił Josifow opisał Gampsocoris eckerleini, a w 1965 roku Seidenstücker opisał Gampsocoris melitenus – oba te taksony zostały obniżone do rangi podgatunków w obrębie G. culicinus przez Jean Péricarta w 1984 roku.

## Morfologia
Pluskwiak o bardzo delikatnym, silnie wydłużonym, pozbawionym owłosienia ciele długości od 3,5 do 4,7 mm. Zaokrąglona głowa ma silnie wysklepione czoło i ubarwiona jest błyszcząco czarno z brązowym lub czerwonobrązowym rozjaśnieniem za przyoczkami. Bardzo silnie wydłużone czułki mają człon pierwszy żółtobrązowy z ciemnymi obrączkami, człony drugi i trzeci całe jasne, a człon ostatni czarny z jaśniejszym wierzchołkiem. Przedplecze ma grubo punktowany i mocno wypukły wierzch. Krawędzie przednią i tylną ma białawe, tło zaś żółtobrązowe a na nim pięć błyszcząco czarnych guzków – dwa poprzeczne tuż za kołnierzem i trzy w części tylnej, większe niż u G. punctipes. Mała, czarna lub czerwonobrązowa tarczka zaopatrzona jest w długi, odstający i dalej zakrzywiony ku dołowi, białawy kolec. Półpokrywy mają zesklerotyzowane w niewielkim stopniu i wskutek tego niemal przejrzyste przykrywki oraz duże, delikatne zakrywki. Mocno wydłużone odnóża są żółtawe z licznym, ciemnym obrączkowaniem na udach i goleniach. Odwłok ma niepunktowane sternity o jednolitym, ciemnobrązowym do czarnego zabarwieniu.

## Ekologia i biologia
Owad ten występuje w siedliskach o różnej wilgotności i temperaturze, preferując stanowiska wilgotne i zacienione, jak skraje lasów i polany, ale nie stroniąc o stanowisk suchych i ciepłych, jak nasłonecznione zbocza. Okres rozrodczy przypada u niego na maj. Samice składają jaja na roślinach żywicielskich lub powierzchni gleby. Larwy spotyka się od środka czerwca do końca lata. Zimowanie odbywa się w stadium owada dorosłego w ściółce, często u podstawy roślin żywicielskich.
Pluskwiak ten jest fitofagiem ssącym soki roślinne oraz krople wydzieliny na ich włoskach gruczołowych. Jest polifagiem żerującym na rozmaitych przedstawicielach astrowatych, bobowatych, goździkowatych, jasnotowatych, ogórecznikowatych, różowatych i trędownikowatych. Najchętniej wybiera rośliny zaopatrzone we włoski gruczołowe. W środkowej części Europy najczęściej spotykany jest na czyśćcu leśnym, lepnicy białej, miodowniku melisowatym, naparstnicy zwyczajnej, wilżynie bezbronnej i wilżynie ciernistej. Niewykluczone jest, że uzupełniają dietę martwymi owadami uwięzionymi przez wydzieliny roślin.

## Rozprzestrzenienie
Gatunek palearktyczny. Podgatunek nominatywny znany jest w Europie z Hiszpanii, Francji, Niemiec, Szwajcarii, Austrii, Włoch, Ukrainy, Czech, Słowacji, Węgier, Słowenii, Chorwacji, Bośni i Hercegowiny, Serbii, Czarnogóry, Rumunii, Mołdawii, Bułgarii, Albanii, Macedonii Północnej, Grecji oraz europejskich części Turcji i Rosji. Z Afryki Północnej podawany jest z Maroka i Algierii. W Azji zamieszkuje Syberię, Cypr, Turcję, Gruzję, Kazachstan i Kirgistan. W Polsce po raz pierwszy odnaleziony został w 2009 roku; znany jest w tym kraju tylko z Pienin i Beskidu Niskiego. Z kolei na „Czerwonej liście gatunków zagrożonych Republiki Czeskiej” umieszczony jest jako gatunek bliski zagrożenia wymarciem (NT).
Podgatunek G. c. eckerleini ograniczony jest w swym zasięgu do wschodniej części basenu Morza Śródziemnego. Podawany był z Cypru i Grecji.
Podgatunek G. c. melitenus znany jest wyłącznie z Turcji, gdzie występuje wzdłuż wybrzeży Morza Czarnego.